# Amblyaspis scutellaris
Amblyaspis scutellaris är en stekelart som beskrevs av Jean-Jacques Kieffer 1904. Amblyaspis scutellaris ingår i släktet Amblyaspis och familjen gallmyggesteklar. Inga underarter finns listade i Catalogue of Life.